# Pomorski dvoboj v Severnem prelivu
Pomorski dvoboj v Severnem prelivu je bil pomorski spopad med vojno ladjo USS Ranger kontinentalno mornarico  kapitan John Paul Jonesa in vojno ladjo kraljeve mornarice HMS Drake Drake kapitan George Burdona zvečer 24. aprila 1778. Bojeval se je v Severnem prelivu, ki je ločeval Irsko od Škotske in je bil prvi ameriški pomorski uspeh v vodah Atlantskega oceana ter tudi ena redkih ameriških pomorskih zmag v konfliktu, doseženih brez občutno močnejše sile. Akcija je bila ena v nizu Jonesovih akcij, ki so vojno pripeljale v britanske vode.